# Moimenta (Terras de Bouro)
Moimenta is een plaats (freguesia) in de Portugese gemeente Terras de Bouro en telt 803 inwoners (2001).